# 초라쿠칸
초라쿠칸(일본어: 長楽館)은 일본 교토시 히가시야마구에 위치한 일본의 실업가 무라이 키치베(村井吉兵衛)의 별저이다. 제임스 맥도널드 가디너(James McDonald Gardiner)가 설계하여 1909년(메이지 42년)에 준공하였다. 메이지 시대 화양 절충 주택의 대표적인 예이며, 교토 시 지정 유형문화재이다. 초라쿠칸이라는 이름은 이토 히로부미가 지었다고 하며, 1916년 10월에 대한제국 순종이 일본을 방문하였을 때 숙소로 사용하였다. 현재 건물은 호텔과 레스토랑으로 사용되고 있다.